# UY Scuti
UY Scuti é uma estrela supergigante vermelha e variável pulsante, de tipo espectral M4. Foi anteriormente considerada a maior estrela encontrada, com raio de 1 708 raios solares (R☉), portanto, um volume quase 5 billhões de vezes o do Sol. Uma nova estimativa revisou o raio de UY Scuti para 909 R☉, portanto, um volume 750 milhões de vezes o do Sol. Está a aproximadamente 5.800 anos-luz da Terra. Se colocada no centro do Sistema Solar, sua fotosfera pelo menos envolveria a órbita de Marte.

## Propriedades
UY Scuti é classificada como uma variável semirregular com um período de pulsação aproximado de 740 dias.

### Tamanho
Em 2012, astrônomos usando o interferômetro AMBER, no Very Large Telescope, mediram os parâmetros de três estrelas supergigantes perto da região do Centro da Via Láctea— UY Scuti, AH Scorpii e KW Sagittarii. Os tamanhos das estrelas foram definidos usando o raio de Rosseland (o local onde a profundidade óptica é 2/3) e adotando distâncias de publicações mais antigas. O diâmetro angular modelado para UY Scuti foi de 5,48 ± 0,10 milissegundos de arco e a distância adotada foi de 2,9 kpc, um valor originalmente estimado em um artigo de 1970 com base no modelamento do espectro da estrela. Esses parâmetros correspondem a um raio estelar de 1708 ± 192 R☉ e uma luminosidade de 340 000 L☉.
Uma medição baseada no monitoramento multimensageiro de supernovas coloca o raio em 909 R☉ com uma luminosidade estimada de 124.000 L☉ e temperatura efetiva de 3.550 Kelvin. Medições diretas de paralaxe pela sonda Gaia determinaram para UY Scuti uma paralaxe de 0,6433 ± 0,1059 milissegundos de arco, o que corresponde a uma distância bem menor de 1,55 ± 0,26 kpc. Com esse valor de distância, UY Scuti tem um raio de apenas 755 R☉ e uma luminosidade de 86 000 L☉.No entanto, a paralaxe de Gaia pode não ser confiável, pelo menos até novas observações, devido a um nível muito alto de ruído astrométrico. Em 2021, a distância foi medida novamente em 5,870 anos-luz por Bailer-Jones et al., baseado em um método (denominado método fotogeométrico) que utiliza o paralaxe medido pelo Gaia Data Release 3, junto com a cor e magnitude aparente de UY Scuti.

### Massa
A massa de UY Scuti também é incerta, principalmente porque não há estrela companheira visível pela qual sua massa possa ser medida por interferência gravitacional. Modelos evolucionários estelares indicam que a posição no diagrama HR de uma supergigante vermelha como UY Scuti é consistente com uma massa inicial (a massa da estrela quando ela se formou) de cerca de 25 M☉ (possivelmente até 40 M☉ para uma estrela sem rotação), e a estrela provavelmente já perdeu mais da metade disso.

## Evolução
Com base em modelos atuais de evolução estelar, UY Scuti já começou a fusão de hélio e continua a fusão de hidrogênio em uma casca em torno do núcleo. A localização de UY Scuti dentro do disco da Via Láctea sugere que é uma estrela rica em metal.
UY Scuti deve fundir lítio, carbono, oxigênio, néon e silício em seu núcleo dentro do próximo milhão de anos. Após isto, seu núcleo começará produzir ferro, interrompendo o equilíbrio entre gravidade e radiação em seu núcleo e resultando no colapso do núcleo, uma supernova. Acredita-se que estrelas como UY Scuti evoluam de volta para temperaturas mais quentes para se tornarem uma hipergigante amarela, variável luminosa azul ou estrela Wolf-Rayet, criando um forte vento estelar que ejetará suas camadas externas e exporá o núcleo, antes de explodir como uma supernova tipo Ib/Ic.